# 钟英魁
钟英魁（1968年—），中国编剧。1989年毕业于东北师范大学中文系，随后在吉林艺术学院担任教师，1990年进入吉林省戏剧创作评论室当编剧。现为中国电视艺术家协会会员、吉林省电影家协会会员。

## 主要作品
- 话剧《蜕变日记》（1992年）
- 话剧《杀妻》(1996年)
- 电影《云上学堂》（2009年）[2]
- 电影《大太阳》（2010年）[3]